# Van Ravesteijnwerf
De Van Ravesteijnwerf was een scheepswerf in de Nederlandse plaats Leidschendam, aan de westkant van de Vliet. Straatnamen bij de Plaspoelhaven, de plek van de voormalige werf, herinneren aan het verleden: Helling, Bolder, Scheepswerf en Sluiskant.

## Oorlogsjaren

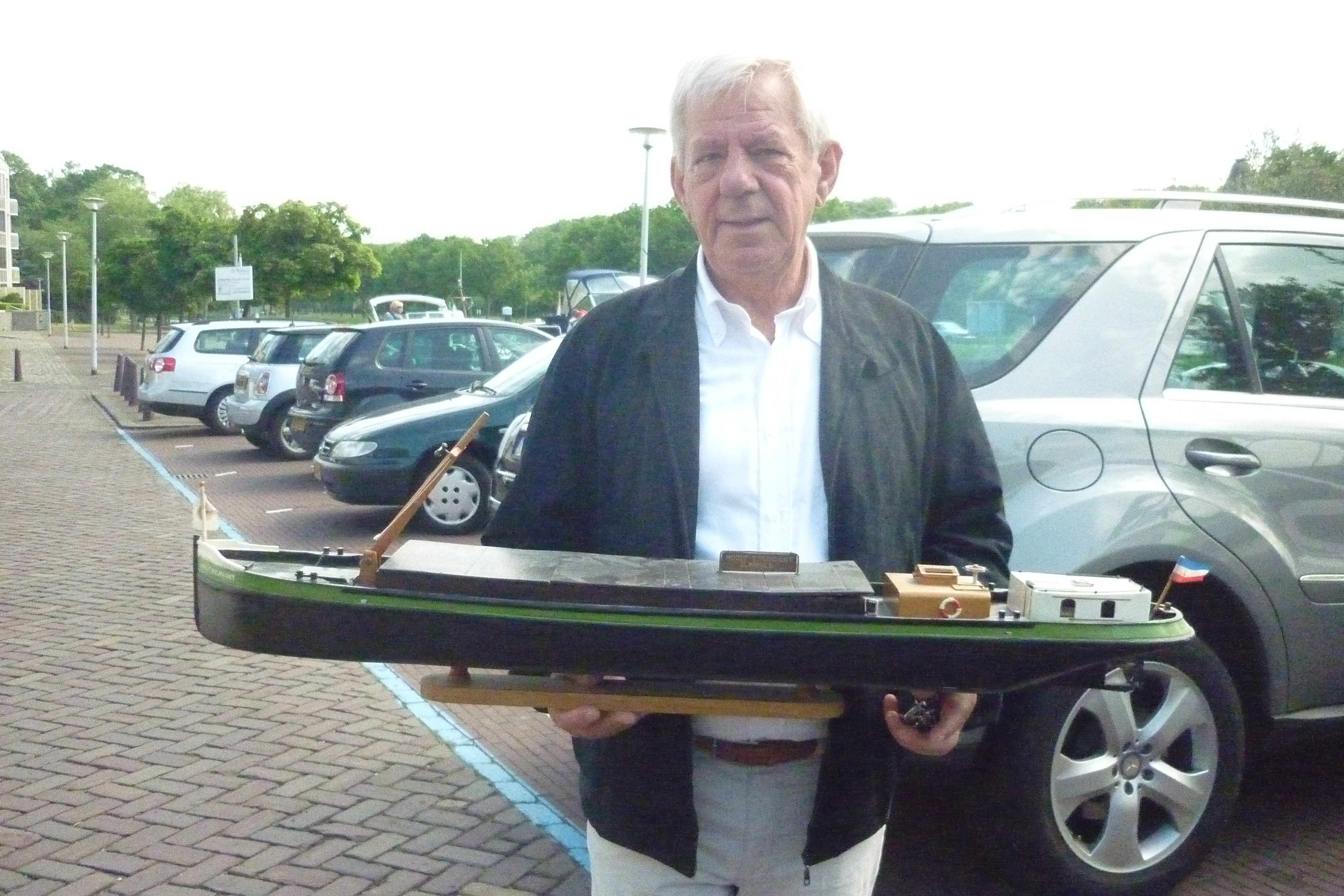
Zoon van Kees Koole met een model van het schip Nooit Volmaakt

Tijdens de Tweede Wereldoorlog hebben mensen van de Van Ravesteijnwerf Engelandvaarders geholpen om scheepjes zeewaardig te maken. Hiervoor gebruikten de gebroeders Jo (monteur) en Pier Meijer (bedrijfsleider) een grote schuur die voor winterstalling was bestemd. Vaak moest de kiel worden verzwaard, een motor worden geplaatst of een mast met zeil worden gemaakt.
Als een bootje gereed was, laadde Kees Koole uit Schipluiden het in het ruim van zijn 40-ton vrachtschip, de Nooit Volmaakt. Hij had een vergunning om naar Zeeland te varen om aardappelen op te halen. Bij het Haringvliet werd het bootje gelost en namen de aanstaande Engelandvaarders het in ontvangst.
Ten minste tien vaartuigen zijn op de Van Ravesteijnwerf voor de Engelandvaart gereed gemaakt.